# Vertèbre sacrée
 (avril 2024).
Si vous disposez d'ouvrages ou d'articles de référence ou si vous connaissez des sites web de qualité traitant du thème abordé ici, merci de compléter l'article en donnant les références utiles à sa vérifiabilité et en les liant à la section « Notes et références ».
Les vertèbres sacrées sont des vertèbres de la région pelvienne.
- Chez l'oiseau, elles ont fusionné au sein du synsacrum.
- Chez les primates elles forment le sacrum.
- Elles n'ont pas fusionné chez les cétacés.